# Sean O’Connor (Eishockeyspieler, 1987)
Sean O’Connor (* 31. Januar 1987 in Brownstown, Michigan) ist ein US-amerikanischer Eishockeyspieler, der zuletzt in der Saison 2012/13 bei den Bloomington Blaze aus der Central Hockey League unter Vertrag stand.

## Karriere
Sean O’Connor begann seine Karriere als Eishockeyspieler in der kanadischen Juniorenliga Ontario Hockey League, in der er von 2003 bis 2008 für die Erie Otters, Plymouth Whalers und London Knights aktiv war. Anschließend wechselte er in die International Hockey League zu den Fort Wayne Komets, mit denen er 2009 und 2010 jeweils den Turner Cup gewann. In diesem Zeitraum kam er parallel zu insgesamt vier Einsätzen für die Augusta Lynx und Kalamazoo Wings in der ECHL.
Mit Beginn der Saison 2010/11 nahm O’Connor mit den Fort Wayne Komets am Spielbetrieb der Central Hockey League teil. Innerhalb der Liga wechselte er nach der Saison zu den Evansville IceMen, bei denen er nur eine Spielzeit blieb, ehe er sich mit Beginn der Saison 2012/13 den Bloomington Blaze anschloss. Nach der Spielzeit 2012/13, in der er nur auf 14 Einsätze kam, unterzeichnete er keinen professionellen Vertrag mehr.

## Erfolge und Auszeichnungen
- 2007 J.-Ross-Robertson-Cup-Gewinn mit den Plymouth Whalers
- 2009 Turner-Cup-Gewinn mit den Fort Wayne Komets
- 2010 Turner-Cup-Gewinn mit den Fort Wayne Komets

## Statistik
(Stand: Ende der Saison 2012/13)